# Uzbekistan Super League 2018
Die Uzbekistan Super League 2018, aus Sponsorengründen auch als Pepsi Uzbekistan Super League bekannt, war die 27. Spielzeit der höchsten usbekischen Fußballliga seit ihrer Gründung im Jahr 1992. Die Saison begann am 1. März und endete am 30. November 2018. Titelverteidiger war Lokomotiv Taschkent.

## Teilnehmer
| Verein                | Standort            | Stadion                  |
| --------------------- | ------------------- | ------------------------ |
| AGMK                  | Olmaliq             | AGMK Stadion             |
| Bunyodkor Taschkent   | Taschkent           | Bunyodkor-Stadion        |
| FK Buxoro             | Buxoro, Buxoro      | Buxoro Arena             |
| Qoʻqon 1912           | Qoʻqon, Fargʻona    | Kokand Stadion           |
| Lokomotiv Taschkent   | Taschkent           | Lokomotiv-Stadion        |
| Metallurg Bekobod     | Bekobod, Taschkent  | Metallurg Stadium        |
| Nasaf Karschi         | Qarshi, Qashqadaryo | Zentralstadion Qarshi    |
| Navbahor Namangan     | Namangan, Namangan  | Markaziy Stadion         |
| FK Neftchi Fargʻona   | Fargʻona, Fargʻona  | Istiqlol Stadion         |
| Paxtakor Taschkent    | Taschkent           | Paxtakor-Zentral-Stadion |
| FK Soʻgʻdiyona Jizzax | Jizzax, Jizzax      | Sogdiana Stadion         |
| Qizilqum Zarafshon    | Zarafshon, Navoiy   | Progress Stadium         |

## Tabelle (Reguläre Saison)
| Pl.                    | Verein                | Sp. | S  | U | N  | Tore    | Diff. | Punkte |
| ---------------------- | --------------------- | --- | -- | - | -- | ------- | ----- | ------ |
| 1.                     | Paxtakor Taschkent    | 22  | 14 | 5 | 3  | 036:120 | +24   | 47     |
| 2.                     | Lokomotiv Taschkent   | 22  | 11 | 7 | 4  | 035:210 | +14   | 40     |
| 3.                     | Bunyodkor Taschkent   | 22  | 12 | 4 | 6  | 035:260 | +9    | 40     |
| 4.                     | Navbahor Namangan     | 22  | 11 | 4 | 7  | 029:180 | +11   | 37     |
| 5.                     | Metallurg Bekobod     | 22  | 9  | 6 | 7  | 024:290 | −5    | 33     |
| 6.                     | FK Buxoro             | 22  | 10 | 2 | 10 | 023:280 | −5    | 32     |
| 7.                     | Qoʻqon 1912           | 22  | 7  | 7 | 8  | 021:200 | +1    | 28     |
| 8.                     | AGMK                  | 22  | 7  | 5 | 10 | 026:280 | −2    | 26     |
| 9.                     | Nasaf Karschi         | 22  | 6  | 8 | 8  | 021:280 | −7    | 26     |
| 10.                    | Qizilqum Zarafshon    | 22  | 7  | 2 | 13 | 020:290 | −9    | 23     |
| 11.                    | FK Soʻgʻdiyona Jizzax | 22  | 4  | 5 | 13 | 017:320 | −15   | 17     |
| 12.                    | FK Neftchi Fargʻona   | 22  | 2  | 9 | 11 | 012:280 | −16   | 15     |
| Stand: Saisonende 2018 |                       |     |    |   |    |         |       |        |

| Zum Saisonende 2018 (Reguläre Saison):                                        |
| Qualifikation für die Meisterschaftsrunde Qualifikation für die Abstiegsrunde |

## Tabelle (Meisterschaftsrunde)
| Pl.                    | Verein              | Sp. | S  | U | N  | Tore    | Diff. | Punkte |
| ---------------------- | ------------------- | --- | -- | - | -- | ------- | ----- | ------ |
| 1.                     | Lokomotiv Taschkent | 20  | 14 | 4 | 2  | 037:170 | +20   | 46     |
| 2.                     | Paxtakor Taschkent  | 20  | 11 | 4 | 5  | 038:170 | +21   | 37     |
| 3.                     | Navbahor Namangan   | 20  | 9  | 4 | 7  | 020:170 | +3    | 31     |
| 4.                     | Bunyodkor Taschkent | 20  | 8  | 3 | 9  | 026:260 | ±0    | 27     |
| 5.                     | Metallurg Bekobod   | 20  | 5  | 4 | 11 | 012:280 | −16   | 19     |
| 6.                     | FK Buxoro           | 20  | 3  | 1 | 16 | 014:410 | −27   | 10     |
| Stand: Saisonende 2018 |                     |     |    |   |    |         |       |        |

| Zum Saisonende 2018: |
| Qualifikation für die Gruppenphase der AFC Champions League 2019 Qualifikation für die 2. Vorrunde der AFC Champions League 2019 |

## Tabelle (Abstiegsrunde)
| Pl.                    | Verein                | Sp. | S | U | N  | Tore    | Diff. | Punkte |
| ---------------------- | --------------------- | --- | - | - | -- | ------- | ----- | ------ |
| 7.                     | Nasaf Karschi         | 20  | 9 | 7 | 4  | 024:160 | +8    | 34     |
| 8.                     | Qizilqum Zarafshon    | 20  | 9 | 4 | 7  | 026:260 | ±0    | 31     |
| 9.                     | Qoʻqon 1912           | 20  | 7 | 7 | 6  | 021:140 | +7    | 28     |
| 10.                    | AGMK                  | 20  | 7 | 6 | 7  | 024:230 | +1    | 27     |
| 11.                    | FK Soʻgʻdiyona Jizzax | 20  | 6 | 6 | 8  | 018:230 | −5    | 24     |
| 12.                    | FK Neftchi Fargʻona   | 20  | 4 | 6 | 10 | 014:260 | −12   | 18     |
| Stand: Saisonende 2018 |                       |     |   |   |    |         |       |        |

| Zum Saisonende 2018:                                                    |
| Teilnahme an der Relegation Abstieg in die Uzbekistan First League 2019 |

## Relegationsspiele
|                                            | Ergebnis |                     |
| ------------------------------------------ | -------- | ------------------- |
| 3. Dezember 2018, Paxtakor-Zentral-Stadion |          |                     |
| FK Soʻgʻdiyona Jizzax                      | 3:1      | FK Mashʼal Muborak  |
| 4. Dezember 2018, Lokomotiv-Stadion        |          |                     |
| AGMK                                       | 1:0      | FC Istiqlol Fergana |